# Bühren (Uplengen)
Bühren ist ein Ort in der Gemeinde Uplengen im Landkreis Leer in Ostfriesland. Ortsvorsteher ist Hellwig Franzen (CDU).
Bühren ist ein altes Bauerndorf, das erstmals im Jahr 1598 in der Beestbeschreibung des Amts Stickhausen der Lengener Vogtei erwähnt wurde. Es ist aber älter. In diesem Jahr hatte Bühren neunzehn Bauernhöfe. Es gab 32 Pferde, 47 Ochsen, 84 Kühe und 40 Kälber.
Am 1. Januar 1973 wurde Bühren in die neue Gemeinde Uplengen eingegliedert.